# Тульское маршрутное такси
Тульское маршрутное такси — вид общественного транспорта города Тула.

## История
Первые маршрутные такси в Туле появились в 1997 году с приходом в областной центр московской транспортной фирмы «Автолайн». Автопарк фирмы состоял из старых микроавтобусов РАФ, ранее эксплуатирующихся в Москве. Также параллельно начали действовать частные независимые перевозчики, как правило владельцы единичных транспортных средств. Их состав был пёстрым — бывшие в употреблении автобусы ЛАЗ, ПАЗ, КАВЗ, РАФ, и даже УАЗ-буханка. Первые маршруты дублировали популярные маршруты общественного транспорта из удалённых частей Пролетарского района в центр (№ 16, 18). Первым маршрутом в Заречье в 1998 году стал укороченный аналог автобусного маршрута № 1 от ул. Мосина до Горелок.
В последующие годы маршрутные такси стали бурно развиваться и начали активно замещать быстро хиреющий муниципальный общественный транспорт. Открылись новые маршруты, которые уже не совпадали с существующими ранее. На части городских маршрутов муниципальный автобусный транспорт перестал действовать, его место сразу же занял частный перевозчик.
Сам «Автолайн» в областном центре просуществовал недолго, вместо него заняло сразу несколько транспортных фирм, объединившие под своей эгидой частных владельцев микроавтобусов — «Пассажирские автоперевозки», «Тульский автомобильный коммерческий транспорт», «АТП Гриф», «Пилигрим». Каждая из этих фирм контролировала свой определённый маршрут. При этом название «автолайн» в Туле впоследствии стало нарицательным и употребляется горожанами по отношению вообще ко всей системе маршрутного такси.
К середине 2000-х гг. произошла качественная замена и упорядочивание подвижного состава маршрутного такси — устаревшая техника в том числе под давлением местных властей покинула городские улицы, их место заняли микроавтобусы Газель. При этом между владельцами-маршрутчиками и администрацией города постоянно возникали конфликтные ситуации — власти пытались регламентировать и вмешивались в работу перевозчиков, те в свою очередь обвиняли их в желании ликвидировать данный вид городского транспорта. Всё это приводило к забастовкам, самая массовая из которых произошла весной 2005 года, когда на улицы областного центра не вышла бо́льшая часть автомашин, на некоторые маршруты не вышло ни одной единицы. В связи с катастрофическим состоянием дел в муниципальном транспортном хозяйстве, которое не смогло обеспечить потребности горожан, в городе в течение нескольких дней был транспортный коллапс. В последующие годы власти периодически объявляли о своём намерении убрать с дорог областного центра маршрутные такси, однако по настоящее время их численность практически не изменилась.
С 11 января 2016 года коммерческий транспорт, чьи маршруты совпадают с теми, по которым курсирует муниципальный, получили другую нумерацию. С 12 февраля большая часть маршрутов коммерческого транспорта была продлена до новых микрорайонов и населённых пунктов бывшего Ленинского района.

## Современное состояние
По состоянию на 2015 год основу автопарка тульского маршрутного такси составляют микроавтобусы Peugeot Boxer, Iveco Daily, Mercedes-Benz Sprinter, Fiat Ducato, при этом Газелей осталось очень мало. Всего в Туле эксплуатируется около 1000 единиц подвижного состава, обслуживающих 34 внутригородских маршрута.
Стоимость проезда на муниципальном транспорте с 1 августа 2025 года по всем внутригородским направлениям составляет:
Безналичный расчет - 38₽;
Оплата картой «Тройка» - 36₽.
Месячный льготный проездной билет – 750 руб;
Месячный абонемент для пассажиров не льготных категорий – 1800₽;
Ночной тариф приравнен к дневному;
В пригородном и междугороднем сообщении в среднем стоимость за 1 км пути увеличена на 20% и составит 4,46₽.
Также увеличена стоимость 1 км пути пригородных поездов на 15%.
Маршрутное такси не принимает льготные карты, цена проезда наличными и картой составляет 45 рублей..
Имеется возможность безналичной оплаты проезда.

### Маршруты
| №     | Пункт «А»                    | Пункт «Б»                           | Примечания                                                      |
| ----- | ---------------------------- | ----------------------------------- | --------------------------------------------------------------- |
| 4     | Посёлок Михалково (Лихвинка) | ОАО «Тулачермет» (нижние проходные) | До 11.01.2016 имел № 4М                                         |
| 9     | Улица Железнодорожная        | Платоновский лес                    |                                                                 |
| 12/15 | Стадион «Металлург»          | Петровский квартал                  | Часть маршруток — до деревни Морозовка                          |
| 30    | Московский вокзал            | Посёлок Скуратово (Южный, Западный) | Часть маршруток — до посёлка Озёрный                            |
| 32    | Гарнизонный проезд           | Улица Ушинского                     | По улице Кирова — Новомедвенскому проезду                       |
| 33    | Щегловская засека            | Деревня Судаково                    | Часть маршруток — до деревни Высокое и до деревни Рвы           |
| 34    | Посёлок Косая Гора           | Деревня Медвенка (Птицефабрика)     | Через посёлок Октябрьский по улице Карпова                      |
| 42    | Посёлок Плеханово            | Московский вокзал                   |                                                                 |
| 50    | Улица Седова                 | Улица Новомосковская                | По улице Мира                                                   |
| 51    | Горельские Выселки           | Микрорайон «Левобережный»           | До 11.01.2016 имел № 1                                          |
| 54    | Ивановские дачи              | Московский вокзал                   | До 11.01.2016 имел № 5                                          |
| 55    | Ивановские дачи              | Микрорайон «Петровский»             | По улице Демонстрации. До 11.01.2016 имел № 5Т                  |
| 56    | Московский вокзал            | Микрорайон «Левобережный»           | До 11.01.2016 имел № 6Т. С 24.03.2021 возобновил работу         |
| 58    | Завод РТИ                    | Посёлок Октябрьский                 | До 11.01.2016 имел № 11                                         |
| 59    | Алексинское шоссе            | Улица Перекопская                   | До 11.01.2016 имел № 12Т                                        |
| 61    | Областной роддом             | Завод торгового оборудования        | До 11.01.2016 имел № 16/10                                      |
| 62    | Детская областная больница   | Улица Генерала Маргелова            | Часть маршруток — до посёлка Прилепы. До 11.01.2016 имел № 18   |
| 64    | Улица Железнодорожная        | Детская областная больница          | По улице Демидовская плотина. До 11.01.2016 имел № 23           |
| 65    | Малые Гончары                | Стадион «Металлург»                 | До 11.01.2016 имел № 24                                         |
| 66    | Село Архангельское           | ЖК Петровский квартал               | Часть маршруток — до деревни Фёдоровка. До 11.01.2016 имел № 36 |
| 158К  | Баташёвский сад              | Посёлок Рассвет                     |                                                                 |

## Отменённые маршруты
| №     | Маршрут                                                      | Примечания                                                          |
| ----- | ------------------------------------------------------------ | ------------------------------------------------------------------- |
| 5     | Улица Металлистов — Областной роддом                         | Закрыт в начале 2000-х гг.                                          |
| 10    | Областной онкологический диспансер — Онкологический центр    | Работал с 17 ноября по 24 декабря 2023 года                         |
| 13    | Московский вокзал — Городское кладбище № 3                   | Активировался в особые дни                                          |
| 15    | Завод РТИ — Посёлок Иншинский                                | С заездом на Северную Мызу. Не работает с ноября 2019 года          |
| 16/2  | Областной диспансер — Посёлок Михалково (Лихвинка)           | Проработал недолго; с большими интервалами движения                 |
| 16/14 | Областной диспансер — Посёлок Михалково (Мясново)            | Проработал недолго; с большими интервалами движения                 |
| 17    | Посёлок Скуратово (Западный, Южный) — Городская больница № 9 | По улице Гастелло                                                   |
| 18К   | Фабрика «Мелодия» — Посёлок Басово-Прудный                   | По улицам — Металлургов — Пролетарская                              |
| 22    | Детская областная больница — Городской переулок              | По улицам — Демонстрации — Болдина — Станиславского                 |
| 28    | Посёлок Косая Гора — Завод торгового оборудования            | По улицам — 9 Мая — Дмитрия Ульянова                                |
| 29    | Пединститут — ЗАО «Бакалея» (Мясново)                        | По улице Пушкинской — Лейтейзена                                    |
| 31    | Посёлок Плеханово — Улица Ушинского                          | До 2017 года по улице Металлистов                                   |
| 35    | Козлова засека — Посёлок Михалково (Мясново)                 | Через Киреевскую улицу                                              |
| 37    | Московский вокзал — Городское кладбище № 1                   | Через улицу Станиславского                                          |
| 40    | Завод РТИ — улица Баженова                                   | Перенумерован в «40К», с изменениями в маршруте                     |
| 40К   | Завод РТИ — Деревня Бежка                                    | По улицам Калинина — Шухова                                         |
| 41    | Улица Арсенальная — С/х «Парники»                            | По улице Пузакова                                                   |
| 52    | Малые Гончары — Нижние Присады                               | По улице Оборонной — Новомосковскому шоссе. До 11.01.2016 имел № 1Т |
| 53    | Улица Курковая — Ивановские дачи                             | До 11.01.2016 имел № 2Т                                             |
| 57    | Московский вокзал — Городская больница № 13                  | По улице Демидовская плотина. До 11.01.2016 имел № 8К               |
| 60    | Московский вокзал — ЖК «Парус»                               | До 11.01.2016 имел № 16                                             |
| 63    | Малые Гончары — Областной диспансер                          | До 11.01.2016 имел № 21                                             |
| 68    | Ряжский вокзал — посёлок Прилепы                             | По улице Демидовская плотина                                        |

## Междугородние маршруты
Из Тулы во все районы области с помощью маршрутных такси также осуществляются пассажирские перевозки. Больше всего маршрутных такси курсирует в направлении Щёкино.
Наиболее востребованное междугороднее направление — в Москву. Ежедневно в столицу с интервалом в среднем 30 минут осуществляется отправка автобусов малой вместимости от нескольких остановочных пунктов Тулы: площади Восстания, автостанции «Северной», площади Победы, улицы Мосина, площади Московского вокзала. Конечными пунктами в Москве являются станции метро «Аннино», «Бульвар Дмитрия Донского», «Улица Академика Янгеля», «Пражская», «Тёплый Стан», «Новоясеневская», «Красногвардейская». Стоимость проезда в отличие от внутригородского тарифа не регулируется местными властями, может немного отличаться у разных перевозчиков (причём и в обратном направлении) и в начале 2016 года составляла в среднем 450 рублей. С 2017 года междугородние перевозки в Москву взяты городскими властями под контроль и осуществляются только с приобретением билетов в кассах автостанции «Северной» и Центрального Автовокзала. Конечные пункты в Москве — автостанция «Теплый Стан» и автостанция «Красногвардейская». Цена билета 500 рублей, при приобретении необходимо предъявление паспорта.